# Rasa Mažeikytė
Rasa Mažeikytė (ur. 31 marca 1976 w Kłajpedzie) – litweska kolarka torowa i szosowa, brązowa medalistka torowych mistrzostw świata.

## Kariera
Największym sukcesem w karierze Rasy Mažeikytė jest zdobycie brązowego medalu w indywidualnym wyścigu na dochodzenie podczas mistrzostw świata w Berlinie w 1999 roku. W wyścigu tym Litwinka uległa jedynie Francuzce Marion Clignet oraz Niemce Judith Arndt. W tej samej konkurencji zajęła szóste miejsce na igrzyskach olimpijskich w Atlancie w 1996 roku oraz jedenaste podczas igrzysk w Sydney w 2000 roku. Na australijskich igrzyskach była ponadto dwunasta w wyścigu punktowym. Mažeikytė zdobyła także dwa tytuły mistrzyni Europy U-23 w latach 1997-1998 oraz brązowy medal na szosowych mistrzostwach Europy w 1999 roku. Wygrywała również zawody Pucharu Świata: we francuskim Hyères w 1998 roku oraz w Meksyku w 1999 roku.